# 汪顺亭
汪顺亭（1935年01月7日—），辽宁大连人，惯性技术与导航设备专家，中国工程院院士，中国船舶工业总公司第七研究院第七0七研究所研究员。

## 履历[1]
1962年，于原苏联莫斯科包曼国立技术大学毕业。其长期从事舰船惯性导航系统、原理方案和惯性平台研制工作。
1994年获国家级科技进步一等奖。其主持完成了多型惯性导航系统的研制，是中华人民共和国第一代三型舰船惯性导航系统原理方案课题负责人、第二代舰船惯性导航系统主任设计师。1995年，当选中国工程院院士。